# 오토모 류자부로
오토모 류자부로(大友 龍三郎) 또는 오오토모 류자부로(大友 龍三郎 おおとも りゅうざぶろう, 1952년 5월 18일~ )는 일본의 남성 성우, 내레이터이다. 소속으로 도쿄도 출신이다. 이전에는 도쿄배우생활협동조합, 81 프로듀스, 아오니 프로덕션에 소속이었다.

## 출연작품

### TV 애니메이션
1979년
- 더☆올트라맨

1980년
- 젠다맨

1985년
- 세 번째과 통과

1987년
- 뮤탄 토타트레스
  - 1987년 TV도쿄판(래트 킹, 체카하치)
  - 1987년 BS2판(레더 헤드)

1988년
- 날아라!앙팡맨(화석의 마왕)

1991년
- 요코야마 미츠테루 삼국지(동탁)

1992년
- 어이 효마(크라파)
- 크레용 신짱(핍펜)

1993년
- 총몽(그류시카)

1994년
- 드래곤볼 Z(다브라)
- 떳따 럭키맨(천안맨, 암살자)
- 은하 전국군웅전 라이
- 키테레츠 대백과（입도）
- 마크로스7(스렌·랑크)
- 몬타나 존스(제로경, 영주)
- 용자경찰 제이데커(사에지마 쥬우죠)

1995년
- 엘리스 탐정단(울프씨)
- 공상과학세계 걸리버보이(파에리아)
- 괴도 세인트 테일(이사장)
- 버추어 파이터(제프리-·마크와이로드)
- 마법진 구루구루(마왕 기리(2대))
- 후시기 유우기(아시타레)

1996년
- 게게게의 키타로（제4작）(바다스님 외)
- 드래곤 볼 GT(거인 외)
- 지옥선생 누〜베〜
- 명탐정 코난(오키타, 무츠다 쇼지)
- 용자지령 다그온
- 폭주형제 렛츠&고!!(오오가미 박사)

1997년
- Weiß kreuz(요코 시게미)
- 김전일 소년의 사건부
- 흡혈희 미유(신마·아용)
- 드래곤 볼 GT스페셜 오공외전! 용기의 증명은 4성구(요마왕)
- 닥터 슬럼프(운모, 염라대왕)
- 닌타마 란타로
- 백경전설(바바)
- 초마신영웅전 와타루(혹금의 검왕)
- 명탐정 코난(모리 아츠시)
- 폭주형제 렛츠고 WGP(교장)

1998년
- 카우보이 비밥(압둘 하킴)
- AWOL -Absent Without Leave-(샤크 란디스)
- 강철 커뮤니케이션
- 센티멘탈 져니(학교영혼(보스))
- TRIGUN(테님)
- B비다맨 폭외전(다크 마더, 다크 황제)
- 폭주형제 렛츠&고!!MAX(오오가미 박사)
- 포켓몬스터
- 명탐정 코난(히라오카 시로)
- 유☆희☆왕(초기 시리즈)(우시오)

1999년
- 엑셀 사가
- GREGORY HORROR SHOW(지옥의 세프)
- 주간 스토리 랜드(남자)
- 디지몬 어드벤쳐(반데몬,베놈반데몬)
- B비다맨 폭외전(킹 베타)
- 명탐정 코난(범인A, 히루타, 오쿠다 미치아키)

2000년
- 이누야샤보선귀(선대))
- 두근두근♡전설 마법진 구루구루(마왕 기리)
- 포켓몬스터(무라마사)
- 명탐정 코난(방화범)

2001년
- 왕도둑JING（팟플 트 아이즈)
- 초GALS고토부키 란(마미의 아버지)

2002년
- 진 여신전생 데빌칠드런 라이트&다크(칼므)
- 디지몬 프론티어(케루비몬)
- 드래곤 드라이브(토키 사이조)
- PROJECT ARMS The 2nd Chapter
- ONE PIECE(크로커다일)

2003년
- 아스트로 보이 철완아톰(카프)
- 내일의 나쟈(제랄)
- 건 그레이브(베어 월큰)
- 금색의 갓슈벨(데모로트)
- 수병위인풍첩 용보옥편(루크 워커, 클)
- 다이버젠스 이브
- 닌타마 란타로(도적의 머리)
- 플라네테스(하김 아슈미드)
- 무한전기 포트리스(그란다)
- 보보보-보 보-보보(군함)
- 보물성(스크루프)
- 명탐정 코난(이타쿠라 타카시)
- 원반황녀 왈큐레 십이월의 야상곡

2004년
- 이니셜D Fourth Stage(호시노 코우조)
- 쾌걸 조로리(쿠마다 키치조우)
- 사무라이 참프루(이시마츠)※제3화, 4화
- SAMURAI 7(겐조)
- 미사키 크로니클 ~다이버젠스 이브~(루크 워커, 클)
- 천상천하(나츠메 해마)
- 모험왕 비트(그리니데)
- 명탐정 코난(탐정)

2005년
- 가이킹 LEGEND OF DAIKU-MARYU（다이몬、다리우스17世）
- SPEED GRAPHER(칸다)
- 파니포니대쉬!(동물두목 히로스케)
- 모험왕 비트 엑셀리온(그리파스)

2006년
- 키바 -KIBA-（J록크）
- Ergo Proxy
- 창천의 권(김극영)
- 결계사
- 닌타마 란타로(군대장)

2007년
- 게게게의 키타로（제5작）(야차, 흑도련님, 음양두 골렘 외)
- CLAYMORE(남자 각성자2)
- 시구루이(카나오카운룡 이츠키)
- 닌타마 란타로
- 정령의 수호자(칼보)
- 해바라기!!(신사복의 남자)

2008년
- 기동전사 건담 세컨드 시즌(홈 카타기리)
- 묘지의 키타로(드라큘라 4世)
- 드루아가의 탑 〜the Aegis of URUK〜(대장간)
- 닌타마 란타로(기모노 가게)
- 네기보스의 아시타로（미요우가의 미우타치로）
- 포르피의 기나긴 여행(번즈)
- ONE OUTS -원아웃-(브룩클린)

2009년
- 푸른 문학 시리즈「인간실격」(코스게)
- 케로로 중사(증인)
- 드래곤볼 카이(우마왕|우마왕, 콜드 대왕)
- DARKER THAN BLACK -유성의 제미니-(코바야시 고로)
- 드루아가의 탑 〜the Sword of URUK〜(대장간)
- 강철의 연금술사 FULLMETAL ALCHEMIST(바카니아)

2010년
- 키디 걸랜드(바질)※고우리 다이스케 사망 이후 대역 담당

### OVA
1995년
- 비경탐험대 팜&일(정령왕 사가스)

### 특촬물
2000년
- 미래전대 타임렌쟈 (돈 도르네로)

2010년
- 천장전대 고세이저 (캇파의 기에무로)

### 게임
- 록맨 X4 (제네럴)